# Alexandru Ciucu
Alexandru Ciucu (n. 2 februarie 1976, București) este un creator de modă din România.

## Predecesorii
Istoricul familiei Ciucu în domeniul croitoriei masculine își are rădăcina în activitatea bunicii lui Alexandru Ciucu, Maria Ciucu, care în 1939 se specializează în croitoria de costume. 
La rândul lui, Alexandru Ciucu Sr , tatăl lui Alexandru, continuă activitatea mamei sale. În anul 1992 este printre primii întreprinzători care reușește să privatizeze secția pe care o are în subordine și, să întemeieze una dintre primele societăți private în domeniu, SAMRIC SA. Începe o perioadă în care produce costume de lux pentru export, pentru renumite branduri internaționale (Hugo Boss, Pierre Cardin, Giorgio Armani etc.)

## Cariera
Alexandru Ciucu s-a lansat în lumea modei ca designer de costume masculine. În 1997, după ani de "ucenicie", acesta deschide alături de tatăl său – Alexandru Ciucu Sr , primul magazin ”SAMRIC”, iar în 1999 primul magazin ”TATA&fiul”, dedicat în totalitate îmbrăcămintei clasice pentru bărbați. În același an este lansată prima colecție de costume sub acest brand în cadrul unei prezentări personale de modă. În perioada 2000 - 2005 sunt inaugurate mai multe magazine TATA&fiul și SAMRIC, atât în București cât și în provincie - Iași și Brașov.

### Atelierul de Înaltă Croitorie Alexandru Ciucu
În anul 2006, designerul a înființat un atelier de creație vestimentară intitulat Atelier de Înaltă Croitorie din România[A], creațiile acestuia fiind ulterior expuse la târguri și expoziții de profil din România, alte țări din Europa

Anul 2009 a fost marcat de începutul colaborării Atelierului cu Casa Regală a României. Având inițial statutul de partener, după un an de probă – în 2010, firma devine Furnizorul Oficial al Casei Regale pentru o perioadă de trei ani.  Acest titlu i-a fost reînnoit în 2013., 2016 și 2019. 
„"Familia Regală a României apreciează costumele bărbătești ale lui Alexandru Ciucu pentru distincția lor, calitatea țesăturilor, precum și atenția pentru detalii."”—Alteța Sa Regală Principele Radu al României
Atât Regele Mihai cât și Principele Radu au purtat ținute create de Alexandru Ciucu în diverse ocazii oficiale, printre care nunta Prințului William cu Kate Middleton de la Londra si nunta Prințului Albert de Monaco .
În anul 2013 Regele Simeon al Bulgariei și Principele Albert de Monaco au devenit  clienții designerului, iar în 2015 cuplul prezidențial din România..

### Colecții de modă
Prima colecție de costume pentru bărbați semnată Alexandru Ciucu a fost cea  lansată în anul 2009 și numită Vanity.Him , fiind la acel moment, în același timp și un tribut artistic adus lui Florian Pittiș. Colecția a fost destinată bărbatului rafinat, elegant, întotdeauna atent la detalii, capabil să pună în valoare hainele pe care le poartă și care reușește să imprime în viziunea celorlalți un stil propriu, masculin. . 
În următorul an a fost lansată – sub aceeași semnătură o a doua colecție, Ego.Escape, dedicată artistului Salvador Dali..Aceasta a fost supusă unei critici negative din partea presei de specialitate.
Au urmat colecțiile Bărbații se îmbracă de la Ciucu – O colecție ca-n filme în 2011 – inspirată din filme hollywoodiene și, L`Homme.Roi în 2012, prima colecție care a fost prezentată atât în București cât și în Monte Carlo la Hotel de Paris, sub Înaltul Patronaj al Casei Regale a României. . În același an, creatorul de modă a fost invitat să creeze un brad de Crăciun pentru Festivalul brazilor de la Monaco, alături de branduri precum Chanel, Prada, Gucci, Louis Vuitton. Creația lui Alexandru Ciucu a fost apreciată și cumpărată la licitație de către Albert al II-lea, Prinț de Monaco.
Anul 2013 a fost unul care a marcat o premieră: pe lângă colecția tradițională dedicată bărbaților, colecția Lady vs Gentleman a cuprins și o mini colecție destinată costumelor de damă – omagiu adus legendarei Coco Chanel la aniversarea a 130 de ani de la nașterea ei.
În luna aprilie a anului 2013, aceeași colecție - Lady vs Gentleman – a fost prezentată pentru al doilea an consecutiv, în Principatul Monaco.
În luna martie 2014 Alexandru Ciucu a lansat colecția Miss & Mister Bespoke 2014, printr-o prezentare centrată pe punerea în valoare a creațiilor de tip bespoke (în regim de croitorie – dar pe măsurile clientului), în raport cu cea made-to-measure (în regim de croitorie manuală – dar fără a fi dedicată în mod special unui client).. În același an dar în luna decembrie, designerul a participat pentru a doua oară la „Festivalul Brazilor de Crăciun” de la Monte Carlo, cu un brad în miniatură din cupru și argint laminat – licitat în scop caritabil. De asemenea, a lansat în februarie 2015 colecția Tailored Glory 2015, ce a inclus costume inspirate de eleganța uniformelor militare ale secolului al XIX-lea, prezentate pe podium de soldații Regimentului 30 Gardă „Mihai Viteazul” cu ocazia împlinirii a 155 de ani de la înființarea acestei unități.
În februarie 2016, a fost prezentată colecția, Toys & Tales 2016, sub forma unei expoziții.. Aceasta a inclus în linia masculină costume business, leisure și de ceremonie, iar pentru linia feminină combinații de fustă cu sacou sau bluză, precum și interpretări ale clasicei rochii-gogoșar.
În luna februarie 2017, Alexandru Ciucu a lansat colecția Gatsby , iar la începutul anului 2018 colecția City Chic.
În luna noiembrie 2018, Ministerul Apărării Naționale a anunțat că noile uniforme de oraș ale Forțelor Terestre și Forțelor Aeriene Române sunt create de designerul Alexandru Ciucu . Designerul a realizat întregul proiect pro bono, fără nicio pretenție financiară . În cadrul evenimentului de prezentare a noilor uniforme, Generalul Nicolae Ciucă, Șeful Statului Major al Apărării, i-a oferit designerului Emblema de Onoare a Statului Major General .  
În luna februarie 2019, Alexandru Ciucu a lansat noua colecție, BigBoysOnly, a unprecezea consecutivă, ce conține costume tip business și ceremonie, realizate în regim bespoke, prima în care designerul pune accentul pe conceptul de ceremonie de zi.

## Viață personală
A absolvit Colegiul Național „Grigore Moisil” din București secția matematică- fizică și, a continuat la Academia de Studii Economice – secția Finanțe Asigurări Bănci și Burse de Valori. În 2001, Alexandru Ciucu alege să urmeze un drum al formării în domeniul modei prin absolvirea cursurilor Institutului Carlo Secoli din Milano, iar în 2007 a Institutului Marangoni din Milano în specializarea Marketing de modă.  Atelierul de modă a luat astfel ființă atât pe fondul unei bogate tradiții și experiențe în domeniul costumului bărbătesc, cât și 
„din dorința de a aduce pe piața din România o contribuție în educația stilului vestimentar masculin”—Alexandru Ciucu
Designerul Alexandru Ciucu a fost căsătorit cu cântăreața de muzică ușoară Alina Sorescu, pe care a cunoscut-o 2008 și cu care a întemeiat o familie în 2010. . Cei doi soți au două fetițe, Elena Carolina  și Ana Raisa .